# Zbigniew Masternak
Zbigniew Masternak (ur. 1978 w Piórkowie) – polski prozaik, autor scenariuszy filmowych, reportażysta. Piłkarz.

## Życiorys
Pochodzi ze wsi Piórków w Górach Świętokrzyskich. Ma siostrę i brata. Jego kuzynem jest bokser Mateusz Masternak. Pierwsze opowiadania zaczął pisać w szkole podstawowej. W 1997 ukończył z wyróżnieniem Liceum Ogólnokształcące im. B. Głowackiego w Opatowie. Studiował prawo na UMCS w Lublinie i polonistykę na Uniwersytecie Wrocławskim, lecz żadnego z tych kierunków nie ukończył. W 2009 ukończył scenariopisarstwo w Krakowskiej Szkole Filmu i Komunikacji Audiowizualnej.
Obecnie mieszka wraz z żoną Renatą i synem Wiktorem (ur. 2007) w Puławach. Renata Masternak (ur. 1987) zajmuje się fotografią.
W 2014 roku powstał film dokumentalny Skazani na książki – Zbigniew Masternak w reżyserii Iwony Nowackiej, w którym Zbigniew Masternak opowiedział o swojej drodze z boiska piłkarskiego do literatury.

## Twórczość literacka
Zadebiutował w 2000 na łamach „Twórczości” dwoma opowiadaniami z Księstwa. Księgi drugiej – Niech żyje wolność i Posąg Emeryka. W 2006 ukazał się jego debiut książkowy – powieść Niech żyje wolność (poprawiona wersja Księstwo. Księga druga) oraz druga powieść pt. Chmurołap. Nakładem wydawnictwa Zysk i S-ka ukazała się w 2008 trzecia powieść Zbigniewa Masternaka – Scyzoryk. Trzy pierwsze księgi Chmurołap, Niech żyje wolność i Scyzoryk, które zostały wydane w jednym tomie w 2011, tworzą wieloczęściowy autobiograficzny cykl pt. Księstwo. W 2014 roku ukazała się księga czwarta cyklu pt. Nędzole, którą zamierza sfilmować Krzysztof Zanussi. W 2021 roku ukazała się część piąta cyklu zatytułowana Książę bez ziemi.
W 2023 roku wszystkie pięć tomów cyklu zostało wydanych w jednej książce przez Warszawski Klub Przyjaciół Ziemi Kieleckiej jako Pięcioksiąg przygód Księcia, bohatera naszych czasów.
Proza Masternaka jest zaangażowana społecznie. W trzech pierwszych powieściach pisarz portretuje rodzimą prowincję bez taryfy ulgowej, nie stroni od naturalizmu. Na pierwszy plan wysuwają się ludzie z ich nierzadko przetrąconymi życiorysami, zwierzęcymi odruchami i starannie skrywanymi ciemnymi sprawkami.
W powieści Nedzole Masternak podjął się opisania tak ważnego zjawiska jak Polacy na emigracji zarobkowej w Europie – opowiedział także o panujących tam stosunkach społecznych, postępującym procesie rozpadu starych struktur demokratycznych.
Jego powieści i opowiadania tłumaczono na język arabski, wietnamski, mongolski, bułgarski, macedoński, ukraiński, serbski, rosyjski, niemiecki i włoski.

### Książki
- Księstwo. Księga druga (wydana własnym sumptem, Wydawnictwo i Drukarnia Eurosystem, Wrocław 2005, ISBN 83-921206-3-9)
- Niech żyje wolność (Wyd. Zysk i S-ka, Poznań 2006, ISBN 83-7298-885-4)
- Wigilia pana Wiktora (opowiadanie w: Nasze polskie wigilie, Wyd. Zysk i S-ka, Poznań 2006, ISBN 83-7506-029-1)
- Chmurołap (Wyd. Zysk i S-ka, Poznań 2006, ISBN 83-7298-987-7)
- Scyzoryk (Wyd. Zysk i S-ka, Poznań 2008, ISBN 978-83-7927-318-8)
- Mój syn będzie piłkarzem (opowiadanie w: Ludzie, miasta, Korporacja Ha!art, Kraków 2008, ISBN 978-83-61407-64-5)
- Kino polskie 1989-2009. Historia krytyczna (autor eseju: Jańcio Wodnik Jana Jakuba Kolskiego, czyli u Pana Boga za piecem, Wydawnictwo Krytyki Politycznej, Warszawa 2010, ISBN 978-83-61006-15-2)
- Jezus na prezydenta! Nowela filmowa (Korporacja Ha!art, Kraków 2010, ISBN 978-83-61407-19-5)
- Księstwo. Trylogia młodzieńcza (Wyd. Zysk i S-ka, Poznań 2011, ISBN 978-83-7506-801-6)
- Co piłka robi z człowiekiem? Młodość, futbol i literatura – antologia, współautor (Wyd. Miejskie Posnania, 2012, ISBN 978-83-60557-79-2)
- Nędzole (Wyd. Zysk i S-ka, Poznań 2014, ISBN 978-83-7785-259-0).
- Zielona wróżka (opowiadanie w: Pociąg naszego wieku, Wydawnictwo Komograf, Warszawa 2015, ISBN 978-83-64739-15-6)
- Władysław Orkan. Piewca Gorców i Podhala (autor eseju: Orkan i ja, Centralny Ośrodek Turystyki Górskiej PTTK, Kraków 2015, ISBN 978-83-62473-63-2)
- Błoto dla zuchwałych, czyli nie tylko Harry był brudny. Reportaż (Biblioteka „Bez podziałów”, Kielce-Chroberz 2016, ISBN 978-83-65019-13-4)
- Kniaź. Wybór opowiadań z cyklu „Księstwo” (Wydawnictwo Kameleon, Radom 2017, ISBN 978-83-65577-00-9)
- Ciągle na spalonym. Reportaż (seria „Marginesy Futbolu”, Warszawa 2018, ISBN 978-83-64026-16-4)
- Z dziejów gminy Krzeszyce/Aus der Geschichte der Gemeinde Krzeszyce (współautor, redakcja), Gminna Biblioteka Publiczna w Krzeszycach, 2018
- Ciężki chleb (opowiadanie w: Majstersztyk chleba, Wydawnictwo Komograf, Warszawa 2019, ISBN 978-83-66118-11-9)
- Master shot. Kino jako autoportret (Wydawnictwo Kameleon, Radom 2019, ISBN 978-83-65577-17-7)
- Transfer. Scenariusz filmowy (razem z Jackiem Raginisem i Kubą Wasiakiem, Fundacja Kultury AFRONT, Bukowno 2020, ISBN 978-83-956131-1-1)
- Nie mylcie mnie z Maradoną. Marginesy futbolu (Fundacja Kultury AFRONT, Bukowno 2021, ISBN 978-83-959506-0-5, wydanie drugie rozszerzone 2024)
- Książę bez ziemi (Wydawnictwo Paśny Buriat, Kielce 2021, ISBN 978-83-959547-5-7)
- Jednoosobowa mafia. Misiek z Nadarzyna (wspomnienia gangstera Mirosława Dąbrowskiego, Wyd. Angry Bear, Tarnów 2021, ISBN 978-83-961208-0-9)
- Rebelianci i komedianci. Teksty o literaturze (Państwowy Instytut Wydawniczy, Warszawa 2021, ISBN 978-83-8196-171-4)
- N jak Niebezpieczny. Misiek z Nadarzyna (wspomnienia gangstera Mirosława Dąbrowskiego, Wyd. Angry Bear, Tarnów 2021, ISBN 978-83-961208-1-6)
- KaRRamBa. Całe życie w najkach (wspomnienia rapera Marcina Kitlińskiego, wyd. Gold Trade Music, Kraków 2021, ISBN 978-83-963706-0-0)
- Kośba (opowiadanie w: Kwiatki polskie, Związek Pisarzy ze Wsi, Białystok 2021, ISBN 978-83-66912-04-5)
- Klechdy świętokrzyskie (redakcja antologii, autor przedmowy, autor opowiadania W Krainie Latających Scyzoryków, wyd. Warszawski Klub Przyjaciół Ziemi Kieleckiej, Warszawa 2022, ISBN 978-83-9665-28-0-5)[5]
- W Krainie Latających Scyzoryków. Wybór opowiadań z cyklu „Księstwo” (wyd. Warszawski Klub Przyjaciół Ziemi Kieleckiej, Warszawa 2023, ISBN 978-83-966528-1-2).
- Pięcioksiąg przygód Księcia, bohatera naszych czasów (wyd. Warszawski Klub Przyjaciół Ziemi Kieleckiej, Warszawa 2023, ISBN 978-83-966528-2-9)
- Futbolowa odyseja. Sławomir Suchomski (Wydawnictwo MJ, Łomża 2024, ISBN 978-83-95-49-67-2-1)
- Mistrz świata we wszystkim (Wydawnictwo Nocą, Warszawa 2024, ISBN 978-83-68-03-72-4-1)

Inne:
- Najemnik śmierci, Krzysztof Małyszko (redakcja i opieka artystyczna, Wydawnictwo ESPR, Warszawa 2022, ISBN 978-83-96019-13-4).
- Ostatni kontrakt najemnika, Krzysztof Małyszko (redakcja i opieka artystyczna, Wydawnictwo Sacrum, Warszawa 2024, ISBN 978-83-97-12-73-0-2).

## Komiksy
- Nędzole (adaptacja powieści Nędzole), scenariusz Robert Zaręba, rysunki: zespół, Wydawnictwo Kameleon, Radom 2016, ISBN 978-83-86383-91-7.

Seria "Komiksowa Polska":
- Strzelce Opolskie. Miasto w komiksie (opieka artystyczna, Strzelecki Ośrodek Kultury, Strzelce Opolskie 2021, ISBN 978-83963176-0-5)
- Pod skrzydłami gryfa. Komiksy o gminie Zamość (opieka artystyczna, Biblioteka Publiczna Gminy Zamość, Gmina Zamość 2022, ISBN 978-83-966258-0-9)
- Krzywiń, miasto z komiksów. Wczoraj – dzisiaj – jutro (opieka artystyczna, Biblioteka Publiczna Miasta i Gminy Krzywiń, Krzywiń 2023, ISBN 978-83-969911-0-2)
- Ostrzeszów. Miasto w komiksie (opieka artystyczna, Stowarzyszenie RADOŚĆ CZYTANIA, Ostrzeszów 2024, ISBN 978-83-965991-2-4)
- 18 opowieści o Cycowie (opieka artystyczna, Wydawnictwo MJ, Łomża 2024, ISBN 978-83-954967-3-8)
- Komiksowy Garbów (opieka artystyczna, Gminna Biblioteka Publiczna w Garbowie, Garbów 2024, ISBN 978-83-972160-0-6)

## Ekranizacje i adaptacje
W 2003 roku został zrealizowany film Wiązanka w reżyserii Cezarego Fili (adaptacja przedostatniego rozdziału powieści Niech żyje wolność).
Na podstawie opowiadania Stacja Mirsk (pierwszy rozdział powieści Scyzoryk) w 2005 powstał film w reżyserii Roberta Wrzoska, którego Masternak był współproducentem. Film ten otrzymał Grand Prix na IX Krakowskim Festiwalu Filmowym „Krakffa” i był emitowany w Telewizji Kino Polska oraz w Canal Plus.
Jesienią 2010 reżyser Andrzej Barański zrealizował film Księstwo na podstawie trzech debiutanckich powieści Masternaka: Chmurołap, Niech żyje wolność, Scyzoryk. Polska premiera filmu odbyła się 9 czerwca 2011 podczas 36. FPFF w Gdyni, w sekcji Panorama Polskiego Kina. Premiera światowa odbyła się 4 lipca 2011 podczas 46. MFF w Karlovych Varach – film pokazano w konkursie głównym.

### Audiobooki
- Chmurołap (Wydawnictwo Heraclon International, 2015), czyta Marcin Popczyński[7]
- Niech żyje wolność (Wydawnictwo Heraclon International, 2015), czyta Marcin Popczyński[8]
- Scyzoryk (Wydawnictwo Heraclon International, 2015), czyta Marcin Popczyński
- Nędzole (Wydawnictwo Heraclon International, 2015), czyta Marcin Popczyński
- Jednoosobowa mafia. Misiek z Nadarzyna (Wydawnictwo Angry Bear, 2021), czyta Marek Molak

Słuchowiska
Nędzole, słuchowisko w odcinkach zrealizowane przez Teatr Polskiego Radia Kielce, 2015

## Nagrody, wyróżnienia, stypendia
- 2007 – stypendium literackie „Homines Urbani” w Willi Decjusza w Krakowie, kwiecień – czerwiec 2007
- 2011 – Świętokrzyska Nagroda Kultury[10].
- 2011 – Doroczna Nagroda Starosty Puławskiego w Dziedzinie Kultury 2011
- 2011 – Nagroda im. Władysława Orkana za „wybitną twórczość literacką ze szczególnym uwzględnieniem cyklu powieściowego Księstwo”[11]
- 2014 – Nominacja do tytułu Człowiek Roku 2013 w województwie świętokrzyskim[12]
- 2014 – Nominacja do tytułu Człowiek 25-lecia w województwie świętokrzyskim[13]
- 2015 – wyróżnienie honorowe (wraz z Iwoną Nowacką i Pawłem Penarskim) za reportaż filmowy „Skazani na książki – Zbigniew Masternak” na II Festiwalu Telewizyjnych Filmów Sportowych „MARATON” w Olsztynie[14]
- 2016 – Piłkarska Osobowość Lubelszczyzny 2015[15]
- 2018 – Nagroda Starosty Puławskiego za osiągnięcia w dziedzinie kultury[16]
- 2021 – stypendium Ministra Kultury, Dziedzictwa Narodowego i Sportu[17]
- 2023 – stypendium dziennikarskie Fundacji Współpracy Polsko-Niemieckiej
- 2025 – Nagroda Ministra Kultury i Dziedzictwa Narodowego za osiągnięcia twórcze
- 2025 – Medal Prezydenta Miasta Lublin - w uznaniu za bogaty dorobek twórczy i dziennikarski

## Piłka nożna

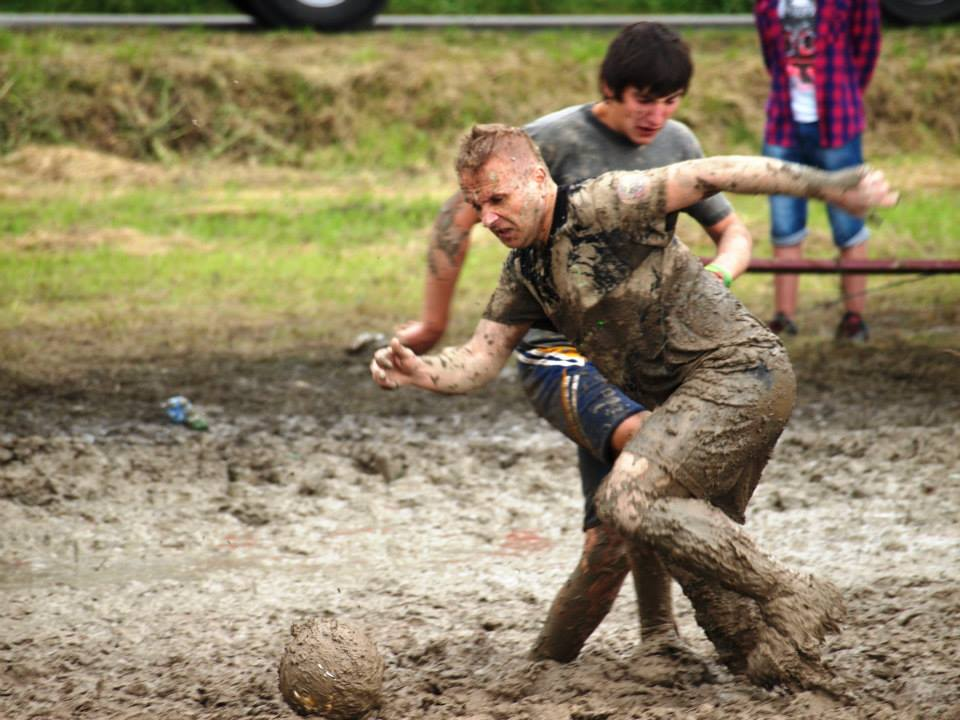
Zbigniew Masternak podczas rozgrywek II Pucharu Polski Piłki Błotnej

Jego pasją jest futbol. Trenował m.in. w OKS Opatów, Koronie Kielce, Motorze Lublin (jako LKP Lublin), FK Lwów (Ukraina), Ślęzie Wrocław, FC Paris (Francja), następnie w KS Drzewce i MKS Puławiak Puławy. W latach 2011–2013 grał w piłkę błotną w zespole BKS Roztocze Krasnobród. W latach 2014–2016 grał w drużynie LC Chełm (w 2016 wypożyczony do FC Rebeliant Kraków). Od 2017 roku występuje w BKP Racovia Gepard. Jest kapitanem Reprezentacji Polskich Pisarzy w Piłce Nożnej.
Sukcesy w piłce błotnej:
- 4 x Mistrzostwo Polski (2011, 2012 – kat. mieszana, 2016, 2018)
- 2 x Wicemistrzostwo Polski (2013 – kat. mieszana, 2014 – kat. mieszana)
- brązowy medal Mistrzostw Polski (2015)
- 5 x Puchar Polski (2012, 2014, 2016, 2017, 2018)
- brązowy medal Pucharu Polski (2015)
- brązowy medal Błotnej Ligi Mistrzów (2015)
- 4 x Król Strzelców Mistrzostw Polski (2011, 2012, 2013, 2014 – kat. mieszana)
- 3 x Król Strzelców Pucharu Polski (2013, 2014, 2018)

Sukcesy z Reprezentacją Polskich Pisarzy:
- wicemistrzostwo Europy Pisarzy – 2012, Berlin – Kraków – Lwów
- brązowy medal Mistrzostw Europy Pisarzy – 2024, Berlin
- wicekról strzelców Mistrzostw Europy Pisarzy – 2024, Berlin